# Нитинан (город)
Нитина́н (яп. 日南市 Нитинан-си) — город в Японии, находящийся в префектуре Миядзаки. Площадь города составляет 536,12 км², население — 54 889 человек (1 августа 2014), плотность населения — 102,38 чел./км².

## Географическое положение
Город расположен на острове Кюсю в префектуре Миядзаки региона Кюсю. С ним граничат города Миядзаки, Мияконодзё, Кусима и посёлок Мимата.

## Население
Население города составляет 54 889 человек (1 августа 2014), а плотность — 102,38 чел./км². Изменение численности населения с 1980 по 2005 годы:
| 1980 | 72 785 чел. |  |
| 1985 | 71 535 чел. |  |
| 1990 | 68 176 чел. |  |
| 1995 | 65 809 чел. |  |
| 2000 | 63 421 чел. |  |
| 2005 | 60 914 чел. |  |

## Символика
Деревом города считается криптомерия, цветком — Farfugium japonicum.

## Города-побратимы
- Наха, Япония (1969)
- Портсмут, США (1985)
- Инуяма, Япония (2000)